# Maciej Kokoszko
Maciej Zdzisław Kokoszko (ur. 2 sierpnia 1962 w Łodzi) – prof. dr hab, polski historyk, filolog klasyczny i bizantynolog, dziekan Wydziału Filozoficzno-Historycznego Uniwersytetu Łódzkiego w latach 2016–2024, kierownik Katedry Historii Bizancjum UŁ, członek Komisji Bizantynologicznej Komitetu Nauk o Kulturze Antycznej Polskiej Akademii Nauk (w latach 1999–2006 sekretarz). Zainteresowany badawczo historią Bizancjum, szczególnie historiografią bizantyńską, fizjonomiką, medycyną, dietetyką i kuchnią antyczną i bizantyńską.
Absolwent XXVI Liceum Ogólnokształcącego w Łodzi (1981), w latach 1981–1987 studiował historię i filologię klasyczną na Uniwersytecie Łódzkim. W 1987 roku podjął pracę jako asystent w Zakładzie Historii Powszechnej Starożytnej i Średniowiecznej UŁ (późniejszym Zakładzie Historii Bizancjum). W 1995 roku obronił pracę doktorską na temat Descriptions of personal appearance in John Malalas' Cronicle, napisaną pod kierunkiem prof. Waldemara Cerana. W 1996 roku został adiunktem. W 2006 roku uzyskał habilitację, na podstawie pracy Ryby i ich znaczenie w życiu codziennym ludzi późnego antyku i wczesnego Bizancjum (III – VII w.), następnie zaś został profesorem nadzwyczajnym UŁ i kierownikiem Katedry Historii Bizancjum, a w roku 2008 prodziekanem Wydziału Filozoficzno-Historycznego UŁ ds. nauczania. Profesor zwyczajny od 2015 roku, profesor tytularny od 22 stycznia 2016 r.

## Stypendia i projekty badawcze
- grant Konstantynopol – Nowy Rzym i jego mieszkańcy IV – początek VII w. – obecnie
- Uniwersytet Oksfordzki (Keble College), stypendium w ramach Oxford Colleges Hospitality Scheme – 2003
- staż w moskiewskim Państwowym Uniwersytecie im. M. Łomonosowa – 2002
- Uniwersytet Oksfordzki (Keble College), pod opieką prof. prof. Johna Matthewsa i Jamesa D. Howard-Johnstona – 1990–1991

## Wybrane publikacje
- Descriptiones of personal apperance in John Malalas’ Chronicle, Łódź 1998.
- Ryby i ich znaczenie w życiu codziennym ludzi późnego antyku I wczesnego Bizancjum (III-VI w.), Łódź 2005.
- Smaki Konstantynopola [w:] Konstantynopol: Nowy Rzym. Miasto i ludzie w okresie wczesnobizantyjskim, pod red. Mirosława Leszki i Teresy Wolińskiej, Wydawnictwo Naukowe PWN 2011, ISBN 978-83-01-16521-5.